# Eleutherodactylus pinarensis
Espèce
Statut de conservation UICN

 EN B1ab(iii) : En danger
Eleutherodactylus pinarensis est une espèce d'amphibiens de la famille des Eleutherodactylidae.

## Répartition
Cette espèce est endémique de Cuba. Elle se rencontre dans les provinces de Pinar del Río, d'Artemisa, de Mayabeque, de Matanzas, de Cienfuegos et de Villa Clara, à La Havane et sur l'Île de la Jeunesse du niveau de la mer jusqu'à 381 m d'altitude.

## Étymologie
Son nom d'espèce, composé de pinar et du suffixe latin -ensis, « qui vit dans, qui habite », lui a été donné en référence au lieu de sa découverte.

## Publication originale
- Dunn, 1926 : Additional Frogs from Cuba (Contrib. Smith College Dept. Zool. No. 139). Occasional Papers of the Boston Society of Natural History, vol. 5, p. 209-215 (texte intégral).